# José Antonio Sentís
José Antonio Sentís Castaño (Alicante; 3 de abril de 1953-Madrid; 10 de noviembre de 2017) fue un periodista español, director de Radio Nacional de España (2002-2004).

## Biografía
Licenciado en Ciencias de la Información y licenciado en Ciencias Políticas y Sociología por la Universidad Complutense de Madrid. Comenzó su andadura profesional en la agencia EFE, y de allí se marchó, a petición de Luis María Anson, al diario ABC, donde llegó a ser jefe de redacción.
Colaborador de Radio España y subdirector y articulista del diario La Razón. Nunca dejó el «periodismo de calle». Fundó el diario en línea El Imparcial, siendo su director general hasta 2015. También fue colaborador habitual del diversos programas de radio y televisión como: La Brújula, de Onda Cero; el espacio Panorama de Actualidad, de Canal Nou; El primer café (1999-2001), de Antena 3; 59 segundos de Televisión Española; La noche de Isabel San Sebastián, de Popular TV; El mundo en portada, de Veo TV; Madrid opina, de Telemadrid; y El debate, de Canal 7. 
En 2002 fue nombrado director de RNE. A partir de septiembre de 2012 colaboró en RNE, primero en Las mañanas de RNE (2012-2014) y luego en el programa 24 horas (2014-2017). 
Durante la última etapa profesional de su vida se dedicó a fotografiar aves, una de sus grandes pasiones, mientras colaboraba en la radio y televisión públicas. 
Estaba casado con Lydia Meijide, y tenía dos hijos, José Antonio y Carlos.
Murió el 10 de noviembre de 2017, a consecuencia de un cáncer.

### Citas
1. ↑  Redacción (10 de noviembre de 2017). «Muere el periodista José Antonio Sentís». El Imparcial. Consultado el 11 de noviembre de 2017.
2. 1 2  Sánchez, José Antonio (11 de noviembre de 2017). «José Antonio Sentís (1953-2007): Nunca dejó el "periodismo de calle"». ABC. p. 58.
3. ↑  «Esquela de José Antonio Sentís Castaño». ABC. 11 de noviembre de 2017. p. 60.
4. ↑  Europa Press (10 de noviembre de 2017). «Fallece el periodista José Antonio Sentís». El Mundo. Europa Press. Consultado el 11 de noviembre de 2017.

- Datos: Q5938122